# Lionychus quadrillum
Lionychus quadrillum es una especie de escarabajo de la familia Carabidae.

## Distribución geográfica
Se distribuye por el paleártico de Europa y la mitad occidental de Asia.